# كازوكي سوريماتشي
كازوكي سوريماتشي (باليابانية: 反町 一輝) (11 أغسطس 1987 في غونما في اليابان – )؛ هو لاعب كرة قدم ياباني سابق كان يلعب كمهاجم.

## وصلات خارجية
- كازوكي سوريماتشي على موقع رابطة كرة القدم اليابانية للمحترفين (اليابانية)